# Trap (esporte)
Trap ("trap shooting" ou "trapshooting")  é a designação de um tipo específico de competição de tiro.

## Visão geral
O Trap, é uma das três principais disciplinas do tiro ao prato (tiro com espingarda em alvos de argila). As outras disciplinas são: Skeet, Trap duplo e Sporting clays. Eles são distinguidos aproximadamente da seguinte forma, com variações dentro de cada grupo:
- No "trap", os alvos são lançados de uma única "casa" ou máquina, geralmente longe do atirador.
- No "skeet", os alvos são lançados de duas casas em caminhos um tanto laterais que se cruzam na frente do atirador.
- O "Sporting clays" inclui um curso mais complexo, com muitos pontos de lançamento.

## Variantes
- Fossa olímpica
- Trap duplo
- Trap americano
- Outras
  - Down-The-Line (Austrália, Nova Zelândia, África do Sul, Zimbabue, Canadá, França, Reino Unido e Irlanda)
  - Trap Nórdico (países nórdicos e Grã-Bretanha)